# Volodimir (cidade)
Volodimir (em ucraniano:  Володимир, transl. Volodymyr, em polonês/polaco:  Włodzimierz, em iídiche:  לודמיר Ludmir, em latim: Lodomeria) é uma cidade da Ucrânia, situada no Oblast de Volínia. Tem 16,05 km² de área e sua população em 2020 foi estimada em 38.340 habitantes.